# Садовый тупик
Садо́вый тупи́к — улица в Басманном районе Центрального административного округа города Москвы. Проходит от улицы Земляной Вал до Курского направления Московской железной дороги.

## Название
Возник в XIX веке под современным названием, названный так по расположению вблизи Садового кольца. В 1936—1990 годах назывался Курский тупик по расположению вблизи линий бывшей Московско-Курской железной дороги.

## Описание
Садовый тупик начинается от улицы Земляной Вал на внешней стороне Садового кольца, проходит на восток к путям Курского направления МЖД, где и заканчивается.